# 阿迪布·伊沙克
阿迪布·伊沙克（土耳其語：Adib Ishak，1856年—1885年）叙利亚诗人、记者，阿拉伯文艺复兴的代表之一。

## 作品
- 《珍珠集，或温柔回忆和不朽印记选集》（Al-Durar wa-hiyya Muntakhabat al-Tayyib al-Zikr al-Khalid al-Athr）